# Berberis virescens
Berberis virescens là một loài thực vật có hoa trong họ Hoàng mộc. Loài này được Hook.f. mô tả khoa học đầu tiên năm 1890.